# Раков Дол
Раков Дол је насеље у Србији у општини Бабушница у Пиротском округу. Према попису из 2022. има 2 становника.
Један део становника Раков Дола се након Другог светског рата доселио у Баточину.

## Прошлост
Место је 1879. године било у срезу Власотиначком. У њему је тада пописано: 39 кућа са 397 душа, од којих нема писмених људи а број пореских глава износи 86.

## Демографија
У насељу Раков Дол живи 18 пунолетних становника, а просечна старост становништва износи 60,6 година (55,4 код мушкараца и 65,7 код жена). У насељу има 10 домаћинстава, а просечан број чланова по домаћинству је 1,80.
Ово насеље је великим делом насељено Србима (према попису из 2002. године). У другој половини XX века дошло је до изразите депопулације и село је на граници нестајања.
|  |

| Демографија | Демографија | Демографија |
| Година      | Становника  | Становника  |
| ----------- | ----------- | ----------- |
| 1948.       | 591         |             |
| 1953.       | 618         |             |
| 1961.       | 498         |             |
| 1971.       | 444         |             |
| 1981.       | 257         |             |
| 1991.       | 128         | 128         |
| 2002.       | 18          | 18          |
| 2011.       | 8           |             |
| 2022.       | 2           |             |

| Етнички састав према попису из 2002.‍ | Етнички састав према попису из 2002.‍ | Етнички састав према попису из 2002.‍ | Етнички састав према попису из 2002.‍ | Етнички састав према попису из 2002.‍ |
| ------------------------------------ | ------------------------------------ | ------------------------------------ | ------------------------------------ | ------------------------------------ |
|                                      |                                      |                                      |                                      |                                      |
| Срби                                 | Срби                                 |                                      | 17                                   | 94,44%                               |
| непознато                            | непознато                            |                                      | 1                                    | 5,55%                                |

| Година пописа     | 1948. | 1953. | 1961. | 1971. | 1981. | 1991. | 2002. |
| ----------------- | ----- | ----- | ----- | ----- | ----- | ----- | ----- |
| Број домаћинстава | 84    | 93    | 73    | 96    | 63    | 38    | 10    |

| Број чланова      | 1 | 2 | 3 | 4 | 5 | 6 | 7 | 8 | 9 | 10 и више | Просек |
| ----------------- | - | - | - | - | - | - | - | - | - | --------- | ------ |
| Број домаћинстава | 3 | 6 | 1 | 0 | 0 | 0 | 0 | 0 | 0 | 0         | 1,80   |

| Пол    | Укупно | Неожењен/Неудата | Ожењен/Удата | Удовац/Удовица | Разведен/Разведена | Непознато |
| ------ | ------ | ---------------- | ------------ | -------------- | ------------------ | --------- |
| Мушки  | 9      | 2                | 5            | 2              | 0                  | 0         |
| Женски | 9      | 1                | 4            | 4              | 0                  | 0         |
| УКУПНО | 18     | 3                | 9            | 6              | 0                  | 0         |

| Пол    | Укупно                    | Пољопривреда, лов и шумарство | Рибарство                            | Вађење руде и камена | Прерађивачка индустрија       |
| ------ | ------------------------- | ----------------------------- | ------------------------------------ | -------------------- | ----------------------------- |
| Мушки  | 0                         | 0                             | 0                                    | 0                    | 0                             |
| Женски | 0                         | 0                             | 0                                    | 0                    | 0                             |
| УКУПНО | 0                         | 0                             | 0                                    | 0                    | 0                             |
| Пол    | Производња и снабдевање   | Грађевинарство                | Трговина                             | Хотели и ресторани   | Саобраћај, складиштење и везе |
| Мушки  | 0                         | 0                             | 0                                    | 0                    | 0                             |
| Женски | 0                         | 0                             | 0                                    | 0                    | 0                             |
| УКУПНО | 0                         | 0                             | 0                                    | 0                    | 0                             |
| Пол    | Финансијско посредовање   | Некретнине                    | Државна управа и одбрана             | Образовање           | Здравствени и социјални рад   |
| Мушки  | 0                         | 0                             | 0                                    | 0                    | 0                             |
| Женски | 0                         | 0                             | 0                                    | 0                    | 0                             |
| УКУПНО | 0                         | 0                             | 0                                    | 0                    | 0                             |
| Пол    | Остале услужне активности | Приватна домаћинства          | Екстериторијалне организације и тела | Непознато            | Непознато                     |
| Мушки  | 0                         | 0                             | 0                                    | 0                    | 0                             |
| Женски | 0                         | 0                             | 0                                    | 0                    | 0                             |
| УКУПНО | 0                         | 0                             | 0                                    | 0                    | 0                             |